# Castello di Mattsee
Il castello di Mattsee (Schloss Mattsee in tedesco) si trova nell'omonimo comune austriaco nel Distretto di Salzburg-Umgebung appartenente al Land Salisburghese. La sua storia inizia attorno al 1100.

## Storia

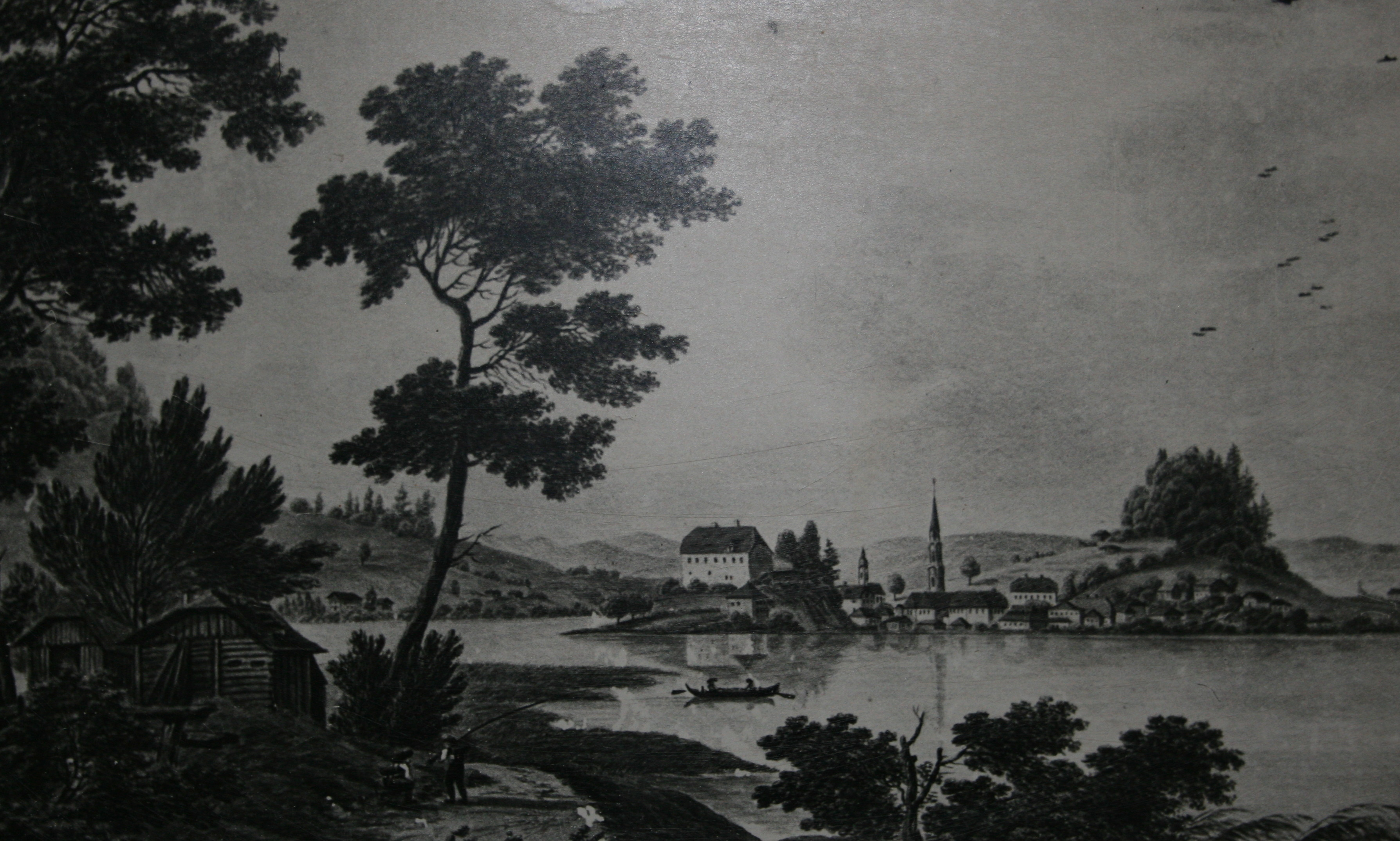
Il castello in un disegno del XVIII o XIX secolo

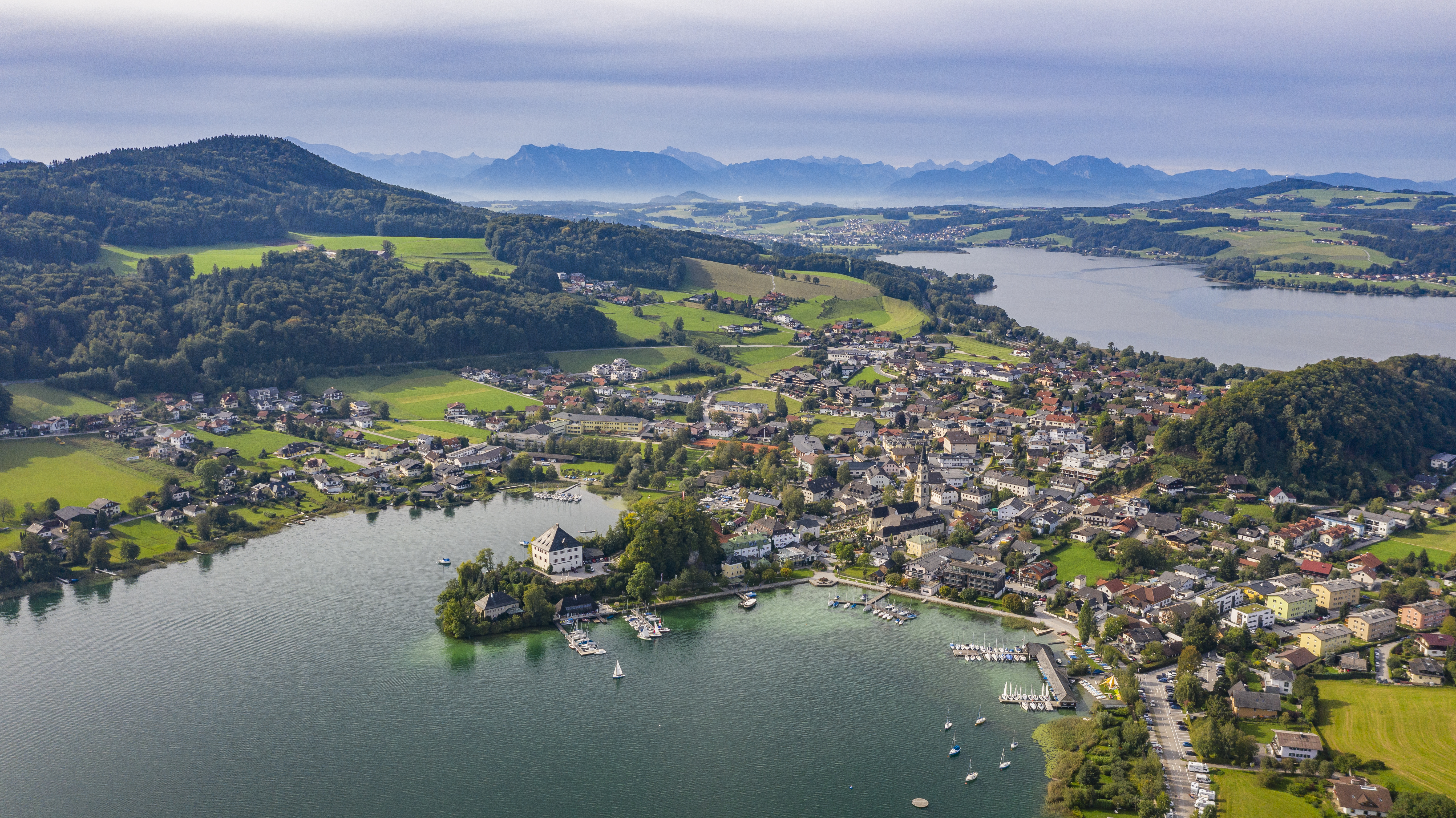
Immagine aerea dell'istmo sul lago col castello

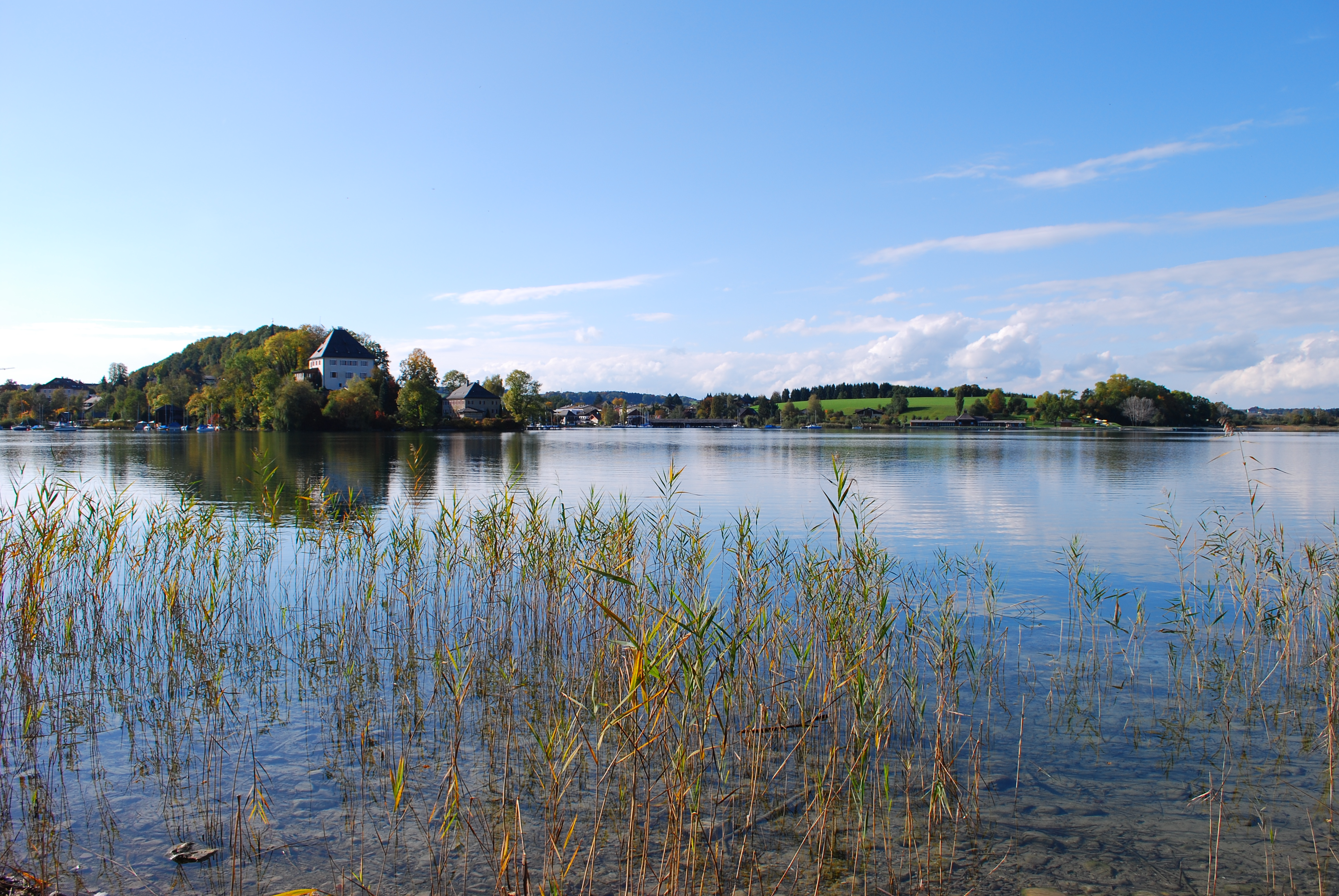
Vista del lago e del castello

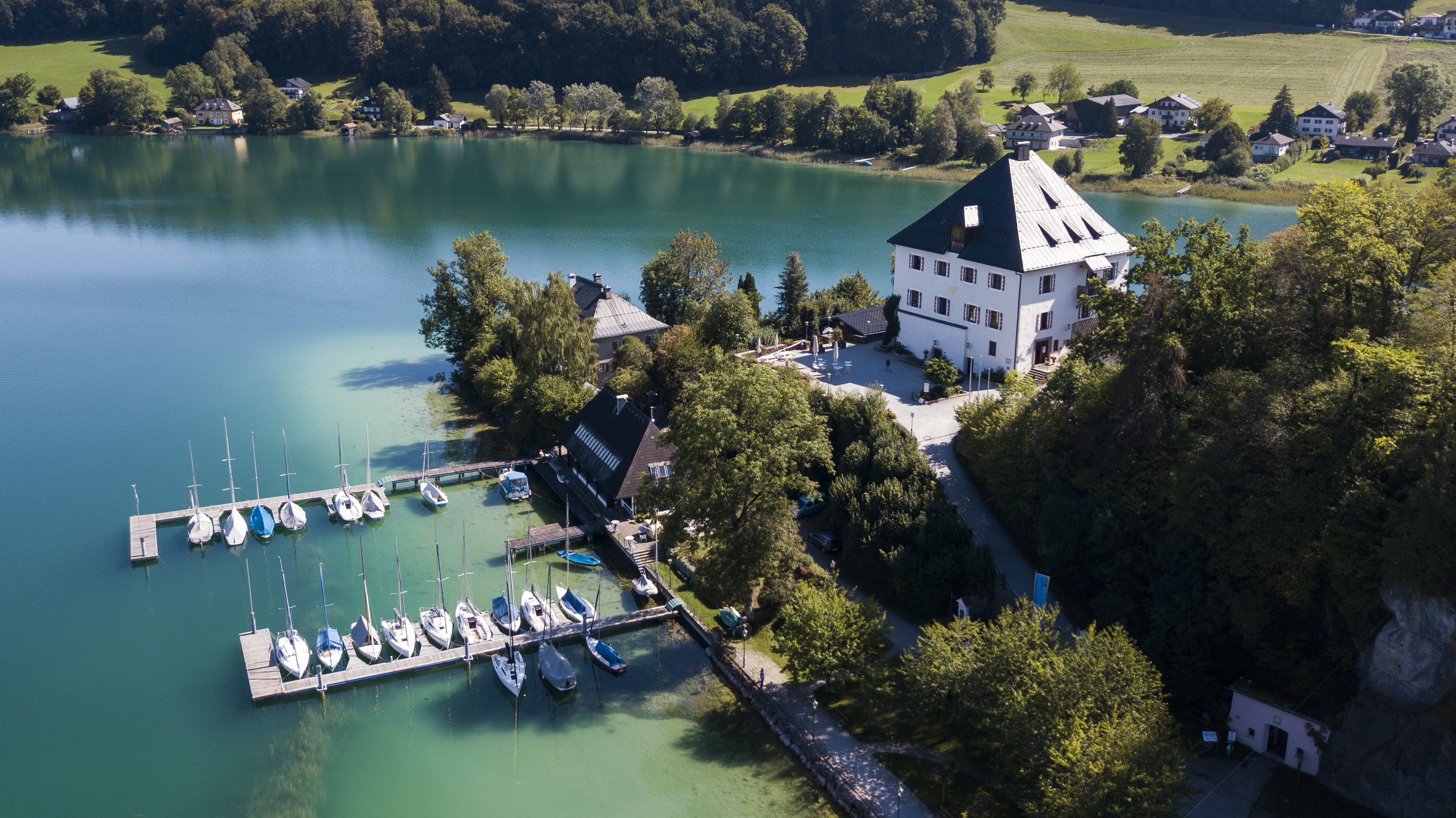
Mattsee col suo porticciolo turistico

Castello di Mattsee

La collina su quale sorge il castello era già abitata in epoca preistorica. Su un documento risalente circa al 1356 si afferma che i nobili Heinrich e Hadmar von Schleedorf avevano costruito il castello di Mattsee intorno al 1200 ma questo non sembra corrispondere al vero poiché risulta storicamente da altre fonti che Marchvart von Mathse venisse descritto come castellano già nel 1189. Scavi archeologici realizzati sul sito hanno datato in modo più preciso le prime strutture fortificate medievali sull'altura che vennero costruite intorno al 1100. Sicuramente il castello fu fondato dai vescovi di Passau (nella vicina Baviera) che avevano ottenuto dai duchi tedeschi il territorio di Mattsee nel 907 e la sua funzione originale fu quella di centro amministrativo per i loro possedimenti in questa zona. I signori di Schleedorf ricoprirono solo la carica di cassieri episcopali occupavandosi della riscossione delle decime di grano. Nel 1232 il castello rientrò tra le fortificazioni che papa Gregorio IX diede disposizione di affidare all'arcivescovo di Salisburgo dopo le dimissioni del vescovo Gebhart di Passau. Durante i conflitti tra i duchi bavaresi e la diocesi di Passau l'ufficiale giudiziario bavarese della vicina abbazia di Mattsee mise sotto assedio ed espugnò il castello. Nel 1285 il vescovo Wernhard von Passau fece costruire una torre di controllo in cima alla collina e nel 1357 il vescovo Gottfried di Passau diede in pegno la fortezza all'arcivescovo Ortolf di Salisburgo per 1.000 marchi d'argento. Per alcuni anni continuarono rapporti a breve termine tra Baviera e Salisburghese sino a quando, nel 1390, il vescovo Giorgio di Passau vendette definitivamente il castello all'arcivescovo Pellegrino di Salisburgo e la diocesi austriaca lo fece gestire da suoi custodi. Nel 1552 il custode Joachim Raumensatl fece costruire per conto degli arcivescovi di Salisburgo sul sito il Palazzo Nuovo che in parte ci è pervenuto. Durante le guerre contadine della prima metà del XVI secolo l'edificio venne danneggiato e rimase per vari anni senza tetto. Questo provocò ulteriori danni strutturali sino a quando, nel 1566, il vecchio castello fu parzialmente bruciato e poco più di dieci anni dopo anche il Palazzo Nuovo venne descritto come fatiscente. Nel 1598 l'arcivescovo Wolf Dietrich incaricò il capomastro Hanns Nobilot di restaurare il Palazzo Nuovo per poterlo abitare mentre a Salisburgo era scoppiata un'epidemia di peste. Da quel momento Wolf Dietrich e il suo successore Markus Sittikus iniziarono a venire spesso a Mattsee per la stagione di caccia. I lavori di ristrutturazione erano stati condotti in economia e qualche anno dopo, nel 1614, il castello venne descritto come in gran parte disabitato e fatiscente. Durante la Guerra dei trent'anni, temendo un'invasione da parte delle truppe svedesi, furono eseguiti lavori di rafforzamento delle mura che si resero inutili perché gli svedesi non arrivarono mai nella zona. Nella prima metà del XVIII secolo furono effettuati vari restauri al nuovo castello mentre il vecchio castello con la torre orizzontale venne abbandonato e cadde in uno stato fatiscente. Nel 1791 ospito la cancelleria locale e sotto il governo bavarese i mobili furono messi all'asta e l'edificio venduto a privati. Nel 1837 le mura difensive risultavano ancora efficienti e l'ingresso all'area era possibile solo attraverso la porta del castello. Il nuovo proprietario Georg Hechenberger nel 1842 fece demolire l'intera parte settentrionale e le pietre vendute come materiale da costruzione. Nel 1858 Josef Sigl, proprietario del birrificio Obertrum, acquistò gli edifici superstiti, fece demolire il secondo piano danneggiato dell'ala sud e adattò ad edificio residenziale il primo piano facendovi entrare gli inquilini. Dopo la seconda guerra mondiale il comune di Mattsee acquistò il castello e vi allestì il museo di storia locale. Poi il castello è stato restaurato, tra il 1996 e il 2003, e da allora è divenuto sede di un centro culturale locale utilizzato anche per eventi privati.

## Descrizione
L'edificio si trova nel comune austriaco di Mattsee nel Distretto di Salzburg-Umgebung appartenente al Land Salisburghese su una stretta penisola anticamente separata dalla terraferma da un profondo fossato. La parte originale che rimane della struttura storica è l'ala sud dell'edificio principale disposto su tre piani con un tetto a padiglione. L'edificio in pietra di cava è intonacato e dipinto di bianco e a ricordare la struttura del castello restano solo pochi grossi blocchi di pietra nelle vicinanze e due colonne di arenaria. Rimangono pure il mastio nell'angolo nord-ovest, l'osteria di corte eretta nel 1558, divenuta la Gasthof Iglhauser, e l'ex portineria che si trovava sul fossato. L'edificio è di proprietà comunale e viene utilizzato per eventi culturali e privati. Nel sottotetto è ospitata la Leonardo Art Academy che organizza corsi per diverse tecniche artistiche.

### Bene architettonico tutelato
Il castello di Mattsee dal 1993 è stato posto sotto tutela dei monumenti da parte della Repubblica austriaca col numero 12153.